# Dương Quan
Dương Quan là một phường cũ thuộc thành phố Thủy Nguyên, thành phố Hải Phòng, Việt Nam.

## Địa lý
Phường Dương Quan nằm ở phía bắc huyện Thủy Nguyên, có vị trí địa lý:
- Phía đông giáp phường An Lư và phường Thủy Hà
- Phía tây giáp phường Hoa Động
- Phía nam giáp quận Hồng Bàng
- Phía bắc giáp phường Thủy Đường.

Phường Dương Quan có diện tích 12,22 km², dân số năm 2023 là 22.487 người, mật độ dân số đạt 1.840 người/km².

## Lịch sử
Năm 1946, thành lập xã Dương Quan trên cơ sở 3 làng: Lỗi Dương, Tả Quan, Hữu Quan.
Tháng 7 năm 1956, thành lập xã Tân Dương trên cơ sở làng Tân Dương của xã Dương Quan.
Xã Dương Quan còn lại 2 làng: Tả Quan, Hữu Quan.
Ngày 27 tháng 10 năm 1962, Quốc hội ban hành Nghị quyết về việc sáp nhập tỉnh Kiến An vào thành phố Hải Phòng. Khi đó, xã Dương Quan thuộc huyện Thủy Nguyên, thành phố Hải Phòng.
Ngày 20 tháng 7 năm 2022, HĐND TP. Hải Phòng ban hành Nghị quyết số 26/NQ-HĐND về việc:
- Thành lập thôn Tây Hữu Quan trên cơ sở thôn Lò Vôi và thôn Tây Nhà Thờ.
- Thành lập thôn Đông Nam trên cơ sở Thôn Đông và Thôn Nam.

Ngày 24 tháng 10 năm 2024, Ủy ban Thường vụ Quốc hội ban hành Nghị quyết số 1232/NQ-UBTVQH15 về việc sắp xếp đơn vị hành chính cấp huyện, cấp xã của thành phố Hải Phòng giai đoạn 2023 – 2025 (nghị quyết có hiệu lực từ ngày 1 tháng 1 năm 2025). Theo đó, thành lập phường Dương Quan thuộc thành phố Thủy Nguyên trên cơ sở toàn bộ 4,61 km² diện tích tự nhiên, quy mô dân số là 11.440 người của xã Tân Dương và toàn bộ 7,61 km² diện tích tự nhiên, quy mô dân số là 11.047 người của xã Dương Quan.
Phường Dương Quan có 12,22 km² diện tích tự nhiên và quy mô dân số là 22.487 người.
Ngày 16 tháng 6 năm 2025, Ủy ban Thường vụ Quốc hội ban hành nghị quyết sắp xếp đơn vị hành chính cấp xã của thành phố Hải Phòng năm 2025. Theo đó, sắp xếp toàn bộ diện tích tự nhiên, quy mô dân số của phường Dương Quan, phường Thủy Đường và một phần diện tích tự nhiên, quy mô dân số của các phường Hoa Động, An Lư,Thủy Hà thành phường mới có tên gọi là phường Thủy Nguyên.

## Văn hóa
Làng Tả Quan là quê hương của nhà khoa bảng Tô Kim Bảng 蘇金榜 (?–?) đỗ Đệ Tam giáp đồng Tiến sỹ xuất thân khoa Mậu Thìn, niên hiệu Đoan Khánh 4 (1508) đời Lê Uy Mục. Làm quan đến chức Hàn lâm viện hiệu thảo.
Chùa Tường Quang: Qua những tư liệu lịch sử để lại, chùa Tường Quang được xây dựng từ thời Đinh, thế kỷ 10. Chùa Tường Quang danh lam cổ tự có niên đại trên ngàn năm tuổi thuộc diện rất hiếm có của thành phố Hải Phòng.